# Kerk van Thorsager
De Kerk van Thorsager (Deens: Thorsager Kirke) ligt ± 13 kilometer ten oosten van de Deense plaats Hornslet in de parochie Thorsager. De kerk is gelegen op een heuvel en bepaalt het dorpsgezicht. Het kerkgebouw is Jutland's enige ronde kerk

## Beschrijving
De kerk is de jongste van de nog zeven bestaande ronde kerken in Denemarken en de enige in Jutland. Het romaanse kerkgebouw werd rond 1200 van grote bakstenen gebouwd en is mogelijk de oudste stenen kerk van Jutland. Oorspronkelijk zou de plaats een plek zijn geweest waar de god Thor werd aanbeden. Net als de ronde kerken op Bornholm heeft ook de kerk van Thornsager waarschijnlijk een weerfunctie gehad. Een wenteltrap gaat vanuit de kerk naar de eerste verdieping, van waaruit het gebouw kon worden verdedigd. De Kerk van Thorsager vertoont bouwkundige overeenkomsten met de Kerk van Horne op Funen en de Kerk van Bjernede op het eiland Seeland. Verondersteld wordt dat de drie kerken zijn gebouwd door de Absalon-familie.
De kerk bezit een rond kerkschip en een koor met apsis. De apsis en het koor zijn versierd met lisenen en boogfriezen. Vier zware bakstenen pijlers dragen de vierkante centrale toren. In de late middeleeuwen werden een zuidelijk wapenhuis en een westelijke toren met zadeldak toegevoegd. Deze toren werd onder leiding van de architect Vilhelm Theodor Walther bij de restauratie van 1877-1878 weer ter hoogte van het koor afgebroken. Bij deze restauratie werden ook de stenen van de buitenmuren van de kerk vervangen door nieuwe bakstenen. In de noordelijke muur van het koor zijn nog restanten van het oorspronkelijk muurwerk te zien.
De laatste restauratie dateert van 2004.

## Kerkinventaris

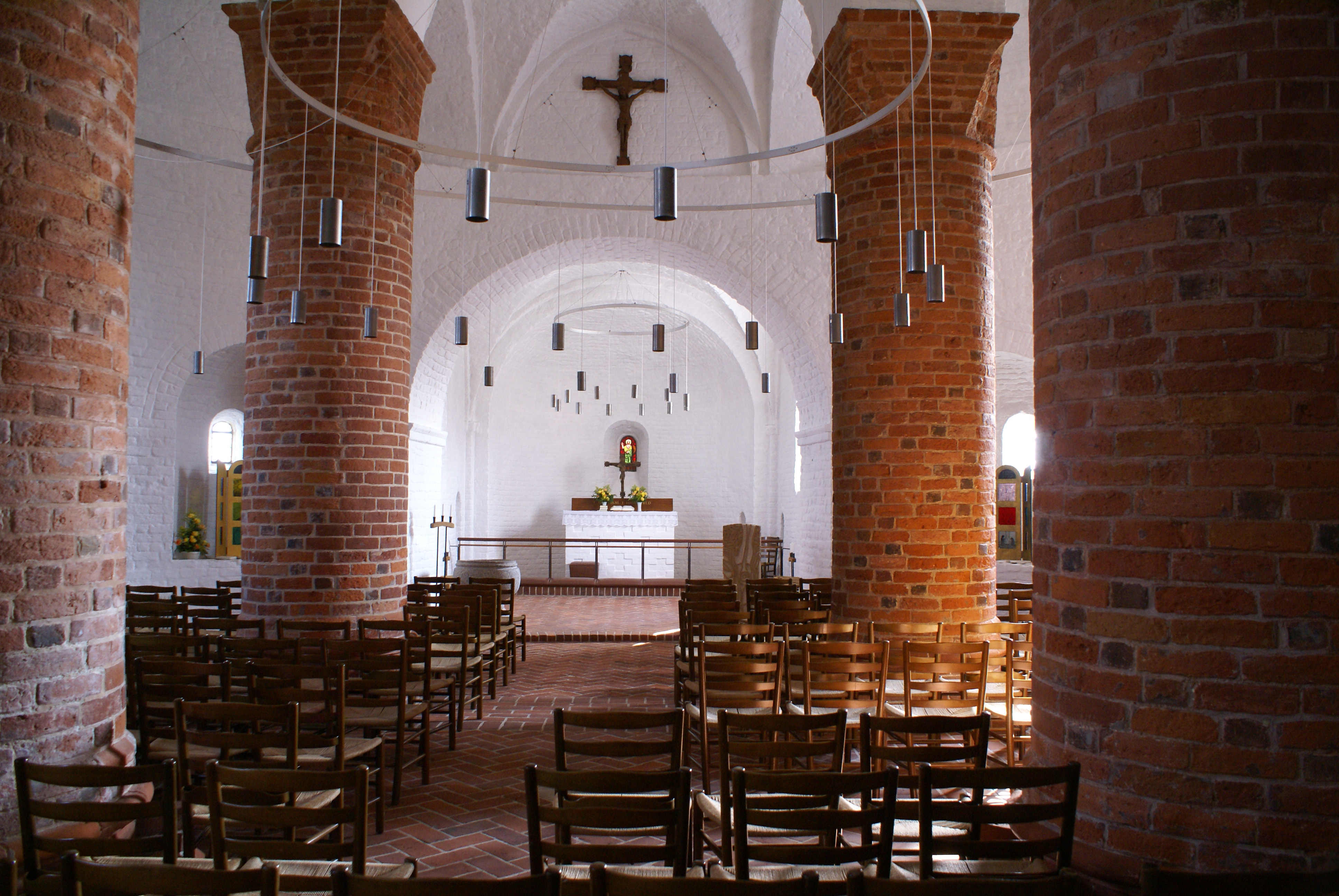
Interieur

Tijdens de laatste restauratie in de vroege jaren 1950 werd het interieur gerenoveerd. De kerk kreeg toen een nieuw altaar en een nieuwe kansel. De banken werden vervangen door stoelen en de vloer werd vernieuwd. Op het voetstuk van het kruisbeeld uit de jaren 1400 op het altaar staat het (vertaalde) opschrift: "In Mij zult gij vrede hebben". Het crucifix in de boog boven de apsis is laatmiddeleeuws. Het voormalige altaarschilderij van Anton Dorph, dat het altaar van 1878 tot 1952 sierde, bevindt zich tegenwoordig in het kerkschip.
Het oostelijke raam heeft een glasmozaïek uit 1955. Het werd gemaakt door de kunstenaar Harald Borre en heeft het thema Krist stod op af døde i påskemorgenrøde (Christus stond op de paasmorgen op uit de doden), een bekende Deense hymne.
In 2004 werd de bakstenen preekstoel van de vorige restauratie weer verwijderd en vervangen door een mobiele lezenaar. Het huidige orgel dateert ook uit 2004 en verving een orgel uit 1909. Het heeft 15 registers en werd door Bruno Christensen & Sønner ingebouwd.
Het oudste voorwerp is het granieten doopvont, dat zeer eenvoudig is uitgevoerd en uit de romaanse tijd stamt.